# Combat Vehicle 90
Combat Vehicle 90 (CV90) ili Stridsfordon 90 (Strf 90) je švedsko borbeno vozilo pješaštva koje je dizajnirala tvrtka Hägglunds/Bofors, a trenutno ga proizvodi BAE Systems Hägglunds.

## Razvoj i dizajn
Razvoj CV90 započeo je 1984. godine. Nakon ispitivanja i testiranja prototipova, a 1991. godine krenula je serijska proizvodnja. Borbeno vozilo pješaštva (BVP, eng. Infantry Fighting Vehivle - IFV) CV9040 bilo je originalno razvijeno da bi se ispunio zahtjev švedske vojske, ali je tvrtka BAE Systems Hägglunds još u ranom stadiju primijetila potencijal izvoza vozila prilagođenih zahtjevima kupaca.
Početna točka bila je osnovno vozilo naoružano topom kalibra 25 mm M242 Bushmaster, koji je bilo dio ranog švedskog programa CV90, ali nikada nije izišlo iz stadija prototipa. Njega je naslijedio CV9030 - modificirani CV90 s istim podvozjem na koje je bila montirana nova kupola za dvije osobe, razvijena u BAE Systems Hägglundsu, naoružana novim jačim topom 30 mm Bushmaster II te suosnom (koaksijalnom) strojnicom kalibra 7,62 mm.
Prvi strani kupac za CV9030 Mk I bila je Norveška. Budući razvoj vodio je k inačici Mk II - u uporabi u vojskama Finske i Švedske. Trenutačna inačica CV9035 Mk III u proizvodnji je za Dansku i Nizozemsku.
Tvrtka BAE Systems Hägglunds uobičajeno opskrbljuje kupce s prvim kontingentom kompletnih vozila nakon kojeg slijedi isporuka kupola koje se izrađuju u pogonima tvrtkinih lokalnih kooperanata te se ugrađuju na dobivena vozila.
Vidljiva je fleksibilnost u projektiranju vozila CV9030/9035 da bi se ispunili specifični zahtjevi kupaca. Tako vozila za švedsku vojske imaju stražnja vrata, vozila za Švicarsku imaju podiznu rampu, a vozila za Dansku imaju kupolu za zapovjednika desanta iznad stražnjeg prostora za putnike.
Iako se porodica vozila CV90 prodaje u Europi, ponude postoje i za ostale zemlje, ali samo uz odobrenje švedske vlade zbog strogih izvoznih odredbi. Inačice CV90 s naprednim minobacačkim sustavom AMOS kalibra 120 mm bile su prikazani na Bliskom istoku, a CV90120-T kao tenkovska inačica bila je prikazana u Aziji. Ostali potencijalni kupci za CV9035 ili neke druge izvedenice jesu Kanada, Poljska, Saudijska Arabija te Velika Britanija.
Unatoč njihovoj prilagodljivosti, sva vozila serije CV-90 imaju gotovo jednak osnovni oblik, s vozačem naprijed lijevo, pogonskom grupom desno, kupolom s dva člana posade u sredini, te prostorom za ukrcaj desanta u stražnjem dijelu. Ovjes je izveden torzijskim šipkama s okretnim amortizerima i poluaktivnim hidrauličnim tračnim opružnim sustavom, što je postalo standard u trenutačnoj proizvodnji vozila. Neke od izvoznih serija imaju povišeni krov stražnjeg dijela za smještaj desanta kako bi se osiguralo više prostora. To je postao standard za kasniji model CV9035 Mk III. Bez obzira na standard, projektanti uvijek nastoje osigurati nisku cijenu uporabe tijekom radnog vijeka te jednostavno održavanje. Pogonski sustav trenutačno se sastoji od dizelskog agregata Scania DS16 V8 i potpuno automatskog, elektronički upravljanog mjenjača Perkins Engines Company X-300-5N s pretvornikom okretnog momenta te uključnom spojkom, s četiri stupnja prijenosa naprijed i dva stupnja unatrag. Kompletni pogonski dio, uključujući i sustav za hlađenje, može biti demontiran iz vozila za petnaestak minuta.
Podsustavi za CV90 također se kontinuirano razvijaju, čime su konstruktori vozilu omogućili dodatne namjene. Prva proizvodna serija CV9040 bila je sva analogna - bez sposobnosti za noćno promatranje, bez napredne elektronike u vozilu (vetronics), s osnovnim funkcijama za upravljanje paljbom, a top kalibra 40 mm nije bio stabiliziran. Kao suprotnost, CV9035 Mk III trenutačno se proizvodi kao potpuno digitalizirano vozilo, ima termoviziju treće generacije, kompjuterizirano upravljanje paljbom (FCS) koje omogućava tzv. hunter killer sposobnost, stabilizaciju glavnog oružja, elektroničku navigaciju, stalni automatski nadzor okoline vozila, te elektroničku arhitekturu (EA). Rezultat je takav da BAE Systems Hägglunds može potencijalnim kupcima ponuditi kompletnu porodicu vozila u rangu od standardnog borbenog vozila pješaštva preko vozila za izravno paljbeno djelovanje oružjem velikog kalibra (CV90120T), paljbene potpore (automatski minobacač AMOS kalibra 120 mm), izvidničko, zapovjedno te oklopljeno vozilo za izvlačenje (ARV).

## Vatrena moć
CV 9040 ima top Boforst 40 mm L/70B. Kupola je dvočlana i velika u odnosu na druga borbena vozila pješaštva. U njoj su zapovjednik i topnik. Prve inačice CV 90 nisu imale potpuno stabiliziran top, ali dodatnom modernizacijom je i ona dodana. Po svojim ratnim iskustvima, Šveđani su na svojoj inačici omogućili da i zapovijenik može upravljati topom. Top ima dva moda paljbe: pojedinačni s brzinom paljbe od 60 granata u minuti ili automatski s brzinom paljbe do 300 granata u minuti.
Top Boforst 40 mm L/70B može rabiti više vrsta streljiva, ovisno o potrebi. Potkalibarno streljivo s krilcima stabilizirani penetratorom (APFSDS-T) namijenjeno je uništavanju borbenih vozila na udaljenost do 2000 metara. Penatrator na kraju cijevi ima brzinu od 1470 m/s može probiti 150 mm homogenog čeličnog oklopa. Granate PFHE Mk2 namijenjene su uništavanju ciljeva u zraku, helikoptera i niskoletećih aviona. Granata HE-T koristi se za uništavanje zemaljskih ciljeva. Višenamjenska granata MP-T rabi se za različite svrhe. Granata 3P ima bojnu glavu s 2500 krhotina brzine do 1500 m/s i duboko penetrirajućih volframskih kuglica. Rabi se za za sve vrste ciljeva, osobito je učikovita protiv oklopnih vozila i pješaštva u rovovima.
Top Bushmaster II kalibra 30 mm kojeg su norvežani odlučili ugraditi na svoj CV90 malo je drugačijih karakteristika. Ima tri brzine paljbe: pojedinačnu, i rafalnu u dvije brzine (najveća 400 granata u minuti).
Na niti jedan CV90 nije postavljen lanser protuoklopnih vođenih raketa. Šveđani su na svoj CV 9040 stavili mogućnost ugradnje protuoklopne vođene rakete Boforst RBS Bill 2 dometa 2200 metara.

## Oklop
Oklop CV90 napravljen je od zavarenih čeličnih ploča na koje je postavljen keramički oklop. Procijenjuje se da ovaj oklop može izdržati udar projektila kalibra 30 mm, a službeno je objavljeno da CV90 može izdržati pogodak 14,5 mm teške strojnice u bilo koji dio vozila. Povećana je zaštita od protuoklopnih mina, pa je tako prednji donji dio tijela dodatno zaštićen.
Veću vjerojatnost preživljavanja i teže zapažanje na bojištu omogućuje mu niski profil, kompaktne dimenzije, minimalni radarski i infracrveni odraz, te niska razina buke. Na norveški CV9030 dodan je dodatni oklop, pa je težina vozila povećana za 3,5 tona. Oko 840 kg od toga otpada na povećanje kapaciteta rezervara za gorivo.

## Pokretljivost
Pri razvoju CV90 velika pažnja posvetila se pokretljivosti. U CV90 ugrađen je Scania DS 14 V8 Dieselov motor najveće snage 550 ks. Motor je sličan civilnom, ali se razlikuje po tome žto se može izvaditi za 14 minuta i u potpunosti zamijeniti za 30 minuta. Korištenjem komercijalnog motora smanjuje se cijena vozila, a i cijena održavanja. Maksimlna brzina je 70 km/h a u spremnike goriva stane 525 litara dizelskog goriva, što je dostatno za domet do 300 km. Prednji dio tijela posebno je oblikovan kako bi vozilo pri kretanju o dubokom snijegu jednostavno klizilo po njemu.
Norveški CV9030 zbog povećanja težine ima Scania DSI V8 Dieselov motor snage 605 ks. Maksimalna brzina je ostala ista, a od 0 do 30 ubrzava za 7 sekundi.

## Verzije

### CV9030 Mk I
Norveška je odabrala CV9030 Mk I nakon pomnih sveobuhvatnih testiranja te 1994. naručila ukupno 104 vozila. Prva su četiri vozila bila predserijski model CV9030N, a ostalih 100 je načinjeno u redovitoj serijskoj inačici vozila. Taj model postupno je prerastao u proizvodni standard te su konačne isporuke započele 1999. godine.
Kupola za CV9030N bila je proizvedena i postavljena na podvozje u norveškim tvrtkama Kvaerner Eureka i Moelv koje su poslije ugašene. Sve u svemu, CV9030N je prošao oko 30 detaljnih promjena da bi se ispunili norveški zahtjevi. Tako je ugrađen jači Dieselov motor Scania uz novu kupolu naoružanu lančanim topom ATK 30 mm Bushmaster II i koaksijalnom strojnicom 7,62 mm, protuoklopnim navođenim projektilom MBDA Eryx. Tijekom isporuke, kontingent od 17 CV9030N bio je dodatno unaprijeđen jačom zaštitom od mina, stražnjom kamerom te klima-uređajem (sve unutar ugovora koji je sklopljen u rujnu 2003.).
Jedan CV9030N bio je prepravljen kako bi zadovoljio zahtjeve za izvidničko vozilo koje je postavila norveška vojska u sklopu njihovog programa oklopljenih izvidničkih sustava PP5444. Vozilo je bilo opremljeno sustavom Vinghog Vingtaqs za izviđanje, nadzor i ciljanje, koji je inače ugrađen na norveška modificirana gusjenična oklopna vozila M113.
Senzorski komplet (koji se montira na uvlačivi jarbol) uključuje CCD kameru u boji i termovizijsku kameru, laserski daljinomjer i laserski označivač cilja. S obzirom na to da je CV90 znatno modernija platforma, nudi bolju zaštitu, pokretljivost i paljbenu moć nego M113.
Prvobitni zahtjev vojske bio je između 21 i 50 izvidničkih vozila, što je ovisilo o financiranju i strukturi vojnih snaga. Kako Norveška ima zahtjev za još 26 izvidničkih vozila, ona bi se mogla konvertirati iz kontingenta postojećih CV9030N ili novoproizvedenih vozila.

### CV9030 Mk II
Daljnji razvoj CV9030 Mk I doveo je do inačice Mk II, standarda koji je opremljen ATK-ovim topom 30mm/40mm Mk 44 s dvostrukim punjenjem, standardnom 7,62 mm koaksijalnom strojnicom na lijevoj strani te elektronički kontroliranim lanserom dimnih kutija koji je montiran na obje strane kupole. Za upotrebu je dostupno 160 komada streljiva 30 mm (2 spremnika s po 80 komada svaki), te dodatnih 240 komada spremljenih kao rezerva. Za sada svi korisnici imaju oružje optimizirano za ispaljivanje streljiva 30 x 173 mm ali može se konvertirati za ispaljivanje jačeg streljiva 40 x 207 mm s poboljšanim svojstvima.
Ukupna masa inačice Mk II iznosi 24 - 28 tona, ovisno o količini oružja i opreme specifične za pojedinu misiju. Standardna oprema uključuje klima-uređaj, radijacijsko-biološko-kemijsku zaštitu (RBK), detektor vatre te protupožarni sustav. Kupola ima kameru, topnik ima Saabov ciljnički sustav UTAAS stabiliziran na dvije osi te zumom od 1 do 8 X za korištenje pri dnevnom svjetlu, termalnu kameru te ugrađen laserski daljinomjer. Zajedno s digitalnim računalom omogućuje preciznije pogađanje pokretnih i nepokretnih ciljeva. Ciljnički sustav SOPELEM tvrtke Sagem, rabi ga zapovjednik za motrenje i ciljanje, ima zum od 1 do 6 X pri dnevnom svjetlu, a zajedno s prikazom termovizijskih slika za topnika. Mk II vozila pogonjena su Scania diesel motorima snage 450-500 kW te uparena s mjenjačem tipa X-300-5N.
Prve narudžbe Mk II vozila bile su za finske obrambene snage koje su 2000. naručile početni kontingent od 57 vozila nakon čega je slijedilo još 47 koja su se isporučivala do kraja 2007. pod oznakom CV9030FIN. Kupola je proizvedena u tvrtki Patria Land & Armament, koja ih je integrirala na podvozja koja su došla iz Švedske.
Drugi kupac bila je Švicarska vojska, koja je 1999. odabrala CV9030 Mk II nakon natječaja koji je također uključio tadašnji britanski GKN Defence Warrior 2000. Švicarska je naručila ukupno 186 vozila pod oznakom CV9030CH. Švicarska tvrtka RUAG Land Systems bla je lokalni ugovornik, ugrađujući kupolu izrađenu u Švicarskoj na podvozja koja su dolazila iz Švedske. Većina vozila bila je u konfiguraciji borbenog vozila pješaštva, ali je 15% vozila bilo u konfiguraciji zapovjednih vozila s time da su sva vozila opremljena dodatnim energetskim uređajima. Konačne isporuke obavljene su 2005., a je Švicarska ugovorom zadržala mogućnost za dodatnih 124 vozila, što se ipak nije ostvarilo.

### CV9035 Mk III
Iako se CV9030 Mk II još uvijek proizvodi model CV9035 Mk III koji se trenutačno proizvodi za Dansku i Nizozemsku, najnaprednije je vozilo obitelji CV90, bar za sada. Nizozemska je prvi kupac toga tipa vozila te je 2004. naručila 184 vozila pod oznakom CV9035NL, pri čemu je 150 u konfiguraciji borbenog vozila pješaštva, a preostalih 34 kao zapovjedno vozilo. Zadnja vozila za nizozemsku vojsku trebala bi se isporučiti do 2010.
Systems and Technology jest podružnica Nizozemske tvrtke Van Halteren Metaal koja izrađuje kupole te ih ugrađuje na podvozja. Thales Nederland dostavlja optoelektroničke sustave uključujući ciljnik UTAAS koji proizvode po licenci.
Danska je u prosincu 2005. naručila 45 sličnih vozila pod oznakom CV9035DK od kojih je većina preuzeta te se završne isporuke planiraju tijekom 2009. Danska tvrtka Hydrema Export proizvodi kupole te ih ugrađuje na podvozja koja dolaze iz Švedske.
Glavno oružje je top ATK 35mm / 50mm Bushmaster III s dvostrukim punjenjem koji ispaljuje standardno streljivo 35x288mm. Moguće je ispaljivati posebna pancirna zrna sa stabilizatorskim krilcima (APFSDS-T), kao i ostale vrste streljiva. Ukupno 70 granata spremljeno je za upotrebu (35 kom od svake vrste, ovisno o zadaći) dok se obično 146 granata drži u rezervi. Strojnica 7,62 mm montirana je koaksijalno te se može nagnuti do 50 stupnjeva. Po pet lansera 76 mm granata montirano je sa svake strane te su normalno napunjeni s fragmentirajućim granatama.
Posljednje proizvedena vozila CV9035 Mk III imaju potpunu digitalnu opremu kao standard. Ova pogodnost donosi digitalnu kontrolu vozila i informatički sustav, ugrađenu test opremu, uključena uputstva za upotrebu i treninge, kao i sustav za diagnosticiranje zbog lakšeg održavanja. Ugrađen je i integrirani zapovjedno informacijski i zapovjedni sustav (EA), s točne specifikacije i mogućnosti određuje kupac sukladno potrebama i mogućnostima.
Prema tumačenju tvrtke BAE Systems Hägglunds, CV9035 Mk III je prvi BVP u serijskoj proizvodnji koji ima obrambeni sustav koji je integriran u senzorski komplet. Vozilo CV9035 Mk III ima masu između 32-35 tona i znatno je teže nego prethodnici. Pogon je pomoću istog osnovnog Scania Dieselova motora snage 600 kW.

### CV9040 švedske vojske
Prvi CV9040 bio je razvijen u sklopu ugovora sa švedskom agencijom za obrambene nabave (FMV) kako bi se načinilo borbeno vozilo pješaštva sukladno zahtjevima švedske vojske. Bofors je bio zadužen za top 40mm L70 i kupolu, a Hägglunds za podvozje. Poslije je BAE Systems kupio obje tvrtke. Ukupno je proizvedeno 509 vozila CV9040, a posljednja su isporučena u rujnu 2002.
Godine 2001. FMV je sklopila ugovor s BAE Systems Hägglunds za poboljšani oklopni komplet za 55 vozila CV9040. Taj je program dodatne oklopne zaštite razvijan u njemačkoj tvrtki IBD.
Kao dodatak osnovnoj inačici CV9040, razvijene su i brojne specijalizirane inačice za potrebe švedske vojske. To uključuje i samovozni protuzračni sustav 40 mm TriAD, zapovjedno, izvidničko i oklopljeno vozilo za izvlačenje.

### CV9035 - izvidničko vozilo
BAE Systems Hägglunds ima također program specijaliziranih inačica razvijenih iz temeljnog vozila CV90 čime još više povećava raznovrsnost porodice tih vozila. Tvrtka je kompletirala prototip nove inačice CV9035 koji je pak optimiziran kao oklopljeno vozilo za izvidničke i nadzorne zadaće.
Teleskopski jarbol dužine 7 m montiran je na desnoj stražnjoj strani te nosi potpuno stabilizirani senzorski komplet za izviđanje, nadzor i označavanje cilja (RSTA). Razvijen od norveške tvrtke Vinghog, RSTA sadrži TV kameru u boji, termovizijsku kameru, radarski sustav, laserski daljinomjer i laserski označivač cilja.
To je daljnji razvoj sustava koji je izvorno konstruiran da bi zadovoljio Norveške zahtjeve te da bi se mogao upariti s GPS inercionim navigacijskim sustavom. Operator sjedi u potpuno oklopljenoj zaštiti unutar stražnjeg dijela podvozja. Kao i CV9035 Mk III koji se trenutačno proizvodi tako i ovaj model ima potpune EA karakteristike. Uobičajeno je da vozilo ima zapovjednika, topnika, vozača te operatora na promatračkom sustavu, ali je također predviđeno mjesto za četvero/petero-člani tim za izviđanje. Ako je potrebno tada se može upravljati i bespilotnim letjelicama te na takav način unaprijediti izvidničke sposobnosti. CV90 je jedno od dvije opcije za britanski program naprednih borbenih vozila FRES. Trebao bi biti naoružan novim topom CTA kalibra 40mm s teleskopskim streljivom te izvidničkim kompletom.

### Laki tenk CV90120-T
Ako vozilu CV90 pridodamo visoku razinu terenske pokretljivosti, tada bi se mogla dobiti tenkovska inačica, baš kako je to razmatrala tvrtka BAE Systems Hägglunds. Prvi pokusni model imao je kupolu TML105 tvrtke Nexter System za tri osobe te naoružan s 105 mm topom koji je mogao ispaljivati standardno NATO streljivo. Dalji razvoj rezultirao je modelom CV90120-T koji je u osnovi CV90 na koji je ugrađena nova kupola za tri osobe koju je razvila i proizvela tvrtka BAE Systems Hägglunds te je naoružala topom RUAG Land Systems 120 mm L50 s glatkom cijevi te koaksijalnom strojnicom od 7,62 mm. Top 120 mm s glatkom cijevi je dopunjen s kočnicom na ustima cijevi, termalnom navlakom, izbacivačem barutnih plinova i referentnim sustavom na ustima cijevi.
Uz ovo naoružanje, tenk CV90120-T ima jednaku paljbenu moć kao npr. Leopard 2, ali uz borbenu masu od 35 tona ima veću stratešku i taktičku pokretljivost. Ukupno se prevozi 45 granata od 120 mm od kojih je 12 za trenutačnu uporabu dok je preostalih 33 u spremištu.
Tenk CV90120-T može se pohvaliti visokim stupnjem pogodaka pri prvom ispaljivanju na stacionarne i pokretne ciljeve zahvaljujući svojem kompjuteriziranom sustavu za upravljanje paljbomu (SUP). Prvi primjer CV90120-T je predstavljen kao tehnološki demonstrator pa sada tvrtka izrađuje serijsku inačicu za koju se pretpostavlja kako bi se mogla završiti sredinom 2010. godine.

### Minobacač AMOS
Inačica CV90 s dvocijevnim minobacačem AMOS nije se pokazala uspješnom kako je planirano. AMOS je razvijeno u finskoj tvrtki Patria Land & Armament uz suradnju s BAE Systems Hägglunds. Finska je naručila 24 kupole AMOS ali će biti ugrađene na oklopljeno modularno kotačno vozilo AMV tvrtke Patria, a ne na CV90.
Tvrtka BAE Systems Hägglunds je izradila 40 komada podvozja CV90 za koje se pretpostavljalo kako će biti opremljene s AMOS-om, ali samo su dvije AMOS kupole bile naručene od Švedske te dostavljene na ispitivanja koja se očekuju godine 2010. Puno je veći uspjeh s vozilom za izvlačenje CV90 ARV koji je razvila švedska vojske te se je postupno uvelo kao modifikaciju na 25 vozila koja su u službi. ARV je također ponuđen na izvoznoj seriji CV90 ali za sada nije bilo prodaje.
ARV ima dva vitla koja izlaze kroz prednji dio vozila te svaki ima maksimalno 82 kN što se može povećati na 300 kN. Daljinski kontrolirana, hidraulički upravljana dizalica (kran) također je ugrađena, ima dohvat od 4,5 m te podiže teret od najviše 9 tona. Vozilo standardno ima peteročlanu posadu te prevozi 4000 metaka za strojnicu kalibra 7,62 mm.

### Budući razvoj
BAE Systems Hägglunds razmatra daljnja poboljšanja porodice vozila CV90. To uključuje nove i jače pogonske motore, poboljšanu oklopnu zaštitu, dodatna poboljšanja elektronike u vozilu te načine smanjivanja zamjetljivosti vozila. Povećana je težina vozila kao i njegova izdržljivost, a maksimalna izlazna snaga motora već je nekoliko puta povećana. Pa ipak, napredak turbina i direktnog ubrizgavanja kod dizelske tehnologije omogućio je povećanje izlazne snage do razine nezamislive prije nekoliko godina. Uz to, ustrojen je novi laboratorij za ispitivanje te je omogućeno testiranje vozila i pogonskog motora kao kompletne cjeline. To skraćuje razvojne i modifikacijske programe te omogućava bolje planiranje i predviđanje budućih rezultata.
Dakako, BAE Systems Hägglunds također je investirao u širu sustavsku integraciju laboratorija u kojem su ključni elementi iz CV90 mogu testirati prije ugradnje u vozilo.

### Poboljšanje izdržljivosti modela CV90
Glavnina kabine i kupole na vozilu CV90 su konstruirane iz zavarenog čelika visoke tvrdoće kojeg dobavlja Švedski SSAB - tvrtka specijalizirana za oklope, s visokom razinom zaštite postavljene preko prednjeg luka na vozilu. Dodatne ploče čeličnih ili kompozitnih oklopa mogu se dodati na vozilo - na prednji dio i stranice kupole te na stranice kabine i nos vozila, kao i dodatni detalji okolo unutrašnjosti vozila. Zadnje proizvedena vozila opremljena su s BAE Systems Hägglunds kompletom za zaštitu od mina, a standardno vozačko sjedalo zamijenjeno je sa sjedalom tvrtke Autoflug učvršćenim na krov vozila umjesto na podnicu. Integracija ključnih podsustava, kao što je C4I sustav i obrambeni sustav, sada je jednostavnija jer je potpuno integrirani elektronički sustav koji je jednostavno unaprijediti novim funkcijama i uređajima.
Nizozemski CV 9035 Mk III ima Saabov elektronički obrambeni sustav LEDS 50 koji uključuje laserske detektore integrirane s lanserima dimnih kutija. To je gradbeni blok za tzv. soft kill sustav aktivne zaštite LEDS 100. Danski CV9035 Mk III ima oklopni komplet tvrtke RUAG Land Systems kako bi se pojačala zaštita od bombi i raketa. RUAG također dostavlja bočne zaštitne komplete za takva vozila.
Svi izvozni CV90 imaju instalirani NBC sustav kao i klima-uređaj kako bi vozilo moglo raditi pri visokim ambijentalnim temperaturama.

### Popis svih inačica CV90 vozila
- CV9040 - Izvorni model 40 mm Bofors automatski top.
- CV9030 - Izvozna verzija s 30 mm Bushmaster II automatskim topom. Izvezen je u Norvešku, Švicarsku i Finsku.
- CV9035 - Naoružan s Bushmaster III 35 mm/50 kalibara topom. Izvezen u Nizozemsku i Dansku.
- CV90105 - Verzija s 105 mm tenkovskim topom i kupolom.
- CV90120-T - Verzija opremljena s 120 mm glatocijevnim topom.
- CV9040 AAV (TriAD) - Protuzrakoplovna verzija, opremljena radarom i 40 mm automatskim topom.
- CV90 - Zapovjedno vozilo.
- CV90 - Izvidničko vozilo.
- CV90 - Oklopno vozilo za popravke.
- CV9040B - Poboljšani CV90 s potpuno stabiliziranim topom.
- CV9040C - Verzija za međunarodne mirovne misije.
- CV9056 - Prototip s Bofors RB56 protuoklopnom raketom.

Zapovjedno, izvidničko i vozilo za popravke naoružani su samo strojnicom.
CV90 može biti opremljen Amos sustavom pod imenom Grkpbv 90120.
- - (U popisu nisu nabrojene inačice koje su zahtijevale države u koje je CV90 izvezen.)

## Korisnici
- Danska - 45 CV9035[1] (planira naručiti još 45 2009. godine).
- Finska - 102 CV9030FIN (57 prva isporuka, 45 druga isporuka).[2][3]
- Nizozemska - 192 CV9035NL (Prvo ja naručila 184 vozila[4] kasnije je povećala na 192.[5] Isporuka bi trebala biti gotova do 2011. godine)
- Norveška - 104 CV9030NO.[6][7]
- Poljska - CV9040 kupola za BWP-40 (BWP-1 i CV90 hibrid). Samo je jedan prototip napravljen.[8]
- Švedska - 509 vozila, uključujući 42 CV9040C s dodatnim oklopom.[9][10][11]
- Švicarska - 186 CV9030[7]